# Championnat du Japon de football de troisième division 2016
Navigation
J3 League 2015 J3 League 2017
Le Championnat du Japon de football de troisième division 2016 est la vingtième saison du troisième niveau du football japonais et la 3e édition de la J3 League. Le championnat débute le 13 mars 2016 et s'achève le 20 novembre 2016.
Le meilleurs du championnat est promu en J2 League.

## Les clubs participants
L'équipe classée 21e et 22e de J2 League 2015, le troisième de JFL 2015 et l'ajout et U-23 du Gamba Osaka, le FC Tokyo et le Cerezo Osaka participent à la compétition.
| Club               | Dernière montée | Ville      | Classement 2015 | Entraîneur          | Depuis | Stade                                 | Capacité | Nombre de saisons |
| ------------------ | --------------- | ---------- | --------------- | ------------------- | ------ | ------------------------------------- | -------- | ----------------- |
| Oita Trinita       | 2016            | Ōita       | 21e             | Tomohiro Katanosaka | 2016   | Stade d'Oita                          | 40 000   | 1                 |
| Tochigi SC         | 2016            | Utsunomiya | 22e             | Yuji Yokoyama       | 2016   | Tochigi Green Stadium                 | 18 025   | 1                 |
| AC Nagano Parceiro | -               | Nagano     | 3e              | Hajime Eto          | 2015   | Minami Nagano Sports Park Stadium     | 15 515   | 3                 |
| SC Sagamihara      | -               | Sagamihara | 4e              | Keiju Karashima     | 2015   | Sagamihara Gion Stadium               | 15 300   | 3                 |
| Kataller Toyama    | 2015            | Toyama     | 5e              | Shigeo Sawairi      | 2015   | Toyama Stadium                        | 28 494   | 2                 |
| Gainare Tottori    | 2014            | Yonago     | 6e              | Masanobu Matsunami  | 2014   | Torigin Bird Stadium                  | 16 033   | 3                 |
| Fukushima United   | -               | Fukushima  | 7e              | Keisuke Kurihara    | 2014   | Toho Stadium                          | 21 000   | 3                 |
| Blaublitz Akita    | -               | Akita      | 8e              | Shuichi Mase        | 2015   | Akigin Stadium                        | 4 992    | 3                 |
| FC Ryukyu          | -               | Okinawa    | 9e              | Norihiro Satsukawa  | 2013   | Okinawa General Athletic Stadium      | 25 000   | 3                 |
| Fujieda MYFC       | -               | Fujieda    | 10e             | Atsuto Oishi        | 2015   | Fujieda Soccer Stadium                | 13 000   | 3                 |
| Grulla Morioka     | 2014            | Morioka    | 11e             | Naoki Naruo         | 2012   | Iwagin Stadium                        | 4 946    | 3                 |
| YSCC Yokohama      | -               | Yokohama   | 13e             | Kenji Arima         | 2014   | NHK Spring Mitsuzawa Football Stadium | 15 454   | 3                 |
| Cerezo Osaka U-23  | -               | Osaka      | -               | Yuji Okuma          | 2016   | Stade Nagai                           | 50 000   | 1                 |
| Gamba Osaka U-23   | -               | Suita      | -               | Noritada Saneyoshi  | 2016   | Stade de football de Suita            | 40 000   | 1                 |
| FC Tokyo U-23      | -               | Tokyo      | -               | Tadashi Nakamura    | 2016   | Ajinomoto Field Nishigaoka            | 7 258    | 1                 |
| Kagoshima United   | 2016            | Kagoshima  | 3e              | Tetsuya Asano       | 2015   | Shiranami Stadium                     | 19 934   | 1                 |

- Relégué de la J2 League 2015
- Promu de la JFL 2015

### Localisation des clubs
| \| Clubs du Grand Tokyo · SC Sagamihara (Kanagawa) · YSCC Yokohama (Kanagawa) · Tochigi SC (Tochigi) · FC Tokyo U-23 (Tokyo) Grand Tokyo Gainare Tottori Blaublitz Akita Fujieda MYFC Fukushima United Kataller Toyama AC Nagano Parceiro FC Ryukyu Grulla Morioka Oita Trinita Gamba Osaka U-23 Cerezo Osaka U-23 Kagoshima United \| Localisation des clubs engagés dans le championnat. |
| Clubs du Grand Tokyo · SC Sagamihara (Kanagawa) · YSCC Yokohama (Kanagawa) · Tochigi SC (Tochigi) · FC Tokyo U-23 (Tokyo) Grand Tokyo Gainare Tottori Blaublitz Akita Fujieda MYFC Fukushima United Kataller Toyama AC Nagano Parceiro FC Ryukyu Grulla Morioka Oita Trinita Gamba Osaka U-23 Cerezo Osaka U-23 Kagoshima United                                                           |

| Clubs du Grand Tokyo · SC Sagamihara (Kanagawa) · YSCC Yokohama (Kanagawa) · Tochigi SC (Tochigi) · FC Tokyo U-23 (Tokyo) Grand Tokyo Gainare Tottori Blaublitz Akita Fujieda MYFC Fukushima United Kataller Toyama AC Nagano Parceiro FC Ryukyu Grulla Morioka Oita Trinita Gamba Osaka U-23 Cerezo Osaka U-23 Kagoshima United |

## Compétition

### Classement
Source : CLASSEMENT J3 LEAGUE 2016 sur transfermarkt.fr
| Rang | Équipe             | Pts | J  | G  | N  | P  | Bp | Bc | Diff |
| ---- | ------------------ | --- | -- | -- | -- | -- | -- | -- | ---- |
| 1    | Oita Trinita R     | 61  | 30 | 19 | 4  | 7  | 50 | 24 | +26  |
| 2    | Tochigi SC         | 59  | 30 | 17 | 8  | 5  | 38 | 20 | +18  |
| 3    | AC Nagano Parceiro | 52  | 30 | 15 | 7  | 8  | 33 | 22 | +11  |
| 4    | Blaublitz Akita    | 50  | 30 | 14 | 8  | 8  | 37 | 26 | +11  |
| 5    | Kagoshima United P | 50  | 30 | 15 | 5  | 10 | 39 | 29 | +10  |
| 6    | Kataller Toyama    | 49  | 30 | 13 | 10 | 7  | 37 | 29 | +8   |
| 7    | Fujieda MYFC       | 45  | 30 | 14 | 3  | 13 | 48 | 42 | +6   |
| 8    | FC Ryukyu          | 44  | 30 | 12 | 8  | 10 | 46 | 46 | 0    |
| 9    | Gamba Osaka U-23   | 38  | 30 | 10 | 8  | 12 | 42 | 41 | +1   |
| 10   | FC Tokyo U-23      | 36  | 30 | 9  | 9  | 12 | 32 | 31 | +1   |
| 11   | SC Sagamihara      | 35  | 30 | 9  | 8  | 13 | 29 | 46 | -17  |
| 12   | Cerezo Osaka U-23  | 32  | 30 | 8  | 8  | 14 | 38 | 47 | -9   |
| 13   | Grulla Morioka     | 30  | 30 | 6  | 12 | 12 | 43 | 47 | -4   |
| 14   | Fukushima United   | 30  | 30 | 7  | 9  | 14 | 35 | 44 | -9   |
| 15   | Gainare Tottori    | 30  | 30 | 8  | 6  | 16 | 30 | 47 | -17  |
| 16   | YSCC Yokohama      | 20  | 30 | 5  | 5  | 20 | 15 | 51 | -36  |

|  | Promu en J2 League 2017                             |
|  | Barrages de promotion en J1 League                  |
|  | P : Promu de JFL 2015 R : Relégué de J2 League 2015 |

## Barrage promotion
Un barrage aller-retour entre le 2e de la J3 League 2016 contre l'avant dernier du championnat de J2 League 2016 , le vainqueur se maintient ou monte en J2 League 2017
| 27 novembre 2016 | Tochigi SC | 0 - 1   | Zweigen Kanazawa | Tochigi Green Stadium, Utsunomiya            |                                              |
| 4h30             |            | (0 - 0) | 89e Koyanagi     | Spectateurs : 5 369 Arbitrage : Itaru Hirose | Spectateurs : 5 369 Arbitrage : Itaru Hirose |
| 4h30             | Rapport    |         |                  | Spectateurs : 5 369 Arbitrage : Itaru Hirose | Spectateurs : 5 369 Arbitrage : Itaru Hirose |

| 4 décembre 2016 | Zweigen Kanazawa      | 2 - 0   | Tochigi SC   | Toyama Stadium, Toyama                         |                                                |
| 4h30            | Nakami 34e 69e (pen.) | (1 - 0) |              | Spectateurs : 7 130 Arbitrage : Yudai Yamamoto | Spectateurs : 7 130 Arbitrage : Yudai Yamamoto |
| 4h30            | Noda 83e              | Rapport | 71e Miyazaki | Spectateurs : 7 130 Arbitrage : Yudai Yamamoto | Spectateurs : 7 130 Arbitrage : Yudai Yamamoto |

## Statistiques

### Meilleurs buteurs
|                    | Buteur            | Club             | Buts | MJ |
| ------------------ | ----------------- | ---------------- | ---- | -- |
| Médaille d'or      | Noriaki Fujimoto  | Kagoshima United | 15   | 27 |
| Médaille d'argent  | Yusuke Goto       | Oita Trinita     | 14   | 24 |
| Médaille de bronze | Keita Tanaka      | FC Ryukyu        | 13   | 29 |
| 4                  | Yuichiro Edamoto  | Fujieda MYFC     | 12   | 30 |
| 5                  | Tsugutoshi Oishi  | Tochigi SC       | 11   | 30 |
| 6                  | Yu In-soo         | FC Tokyo U-23    | 11   | 26 |
| 7                  | Ritsu Doan        | Gamba Osaka U-23 | 10   | 21 |
| 8                  | Kazushi Mitsuhira | Oita Trinita     | 10   | 15 |
| 9                  | Taku Ushinohama   | Grulla Morioka   | 9    | 28 |
| 10                 | Hiroki Higuchi    | Fukushima United | 9    | 30 |